# Zisterzienserkloster Meran-Untermais

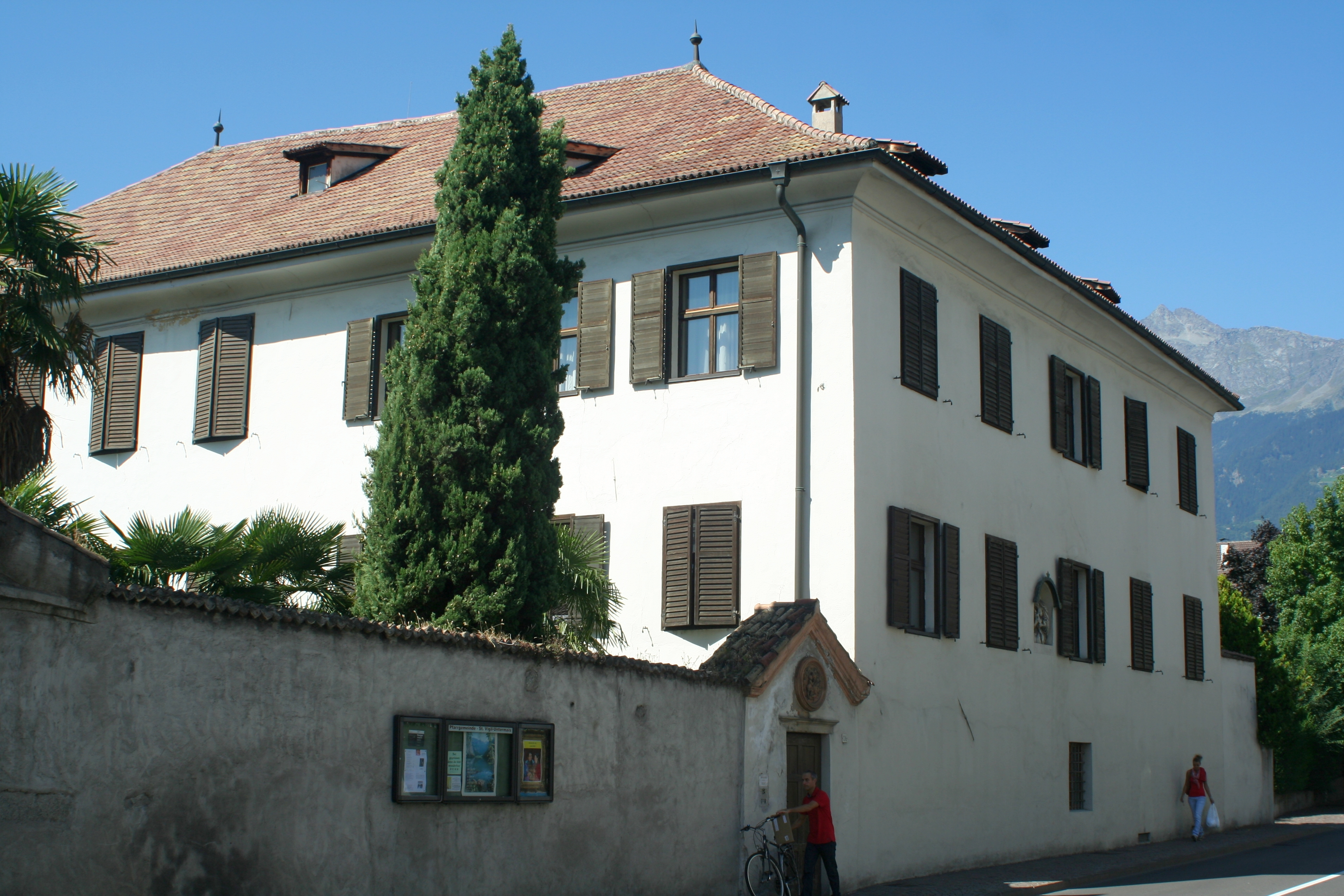
Zisterzienserkloster Meran-Untermais

Das Priorat Untermais, auch Kloster Maria Trost (lat. Prioratus simplex B.M.V. Consolatricis) ist ein Zisterzienserkloster in Meran-Untermais, Südtirol und liegt in der Diözese Bozen-Brixen in Italien. Es ist ein abhängiges Kloster des Zisterzienserstifts Stams und besteht seit 1934.

## Geschichte
Die Meraner Pfarrei Mais (seit 1969 geteilt in Untermais und Obermais) war ab 1272 mit mehreren Kirchen im Besitz von Stift Stams, darunter die spätere Wallfahrtskirche Maria Trost im heutigen Untermais. 1934 gründete Abt Stephan Mariacher (1894–1973) von Stams das Priorat Maria Trost (lateinisch: Prioratus Beatae Mariae Virginis Consolationis), das seit 1969 die Pfarrei Untermais (italienisch: Maia Bassa) versorgt. Mehrere Stamser Äbte hatten engere Beziehungen zur Pfarrei Mais bzw. Untermais. Edmund Zoz starb dort 1706. Abt Bruno Heinrich (1908–1992) war dort von 1960 bis 1968 Prior. Abt Eugen Fiderer (1894–1973) lebte dort von 1968 bis zu seinem Tod. Abt Josef Köll (1928–2008) war von 1974 bis 1985 Prior in Untermais und starb dort im Ruhestand. Altabt Bernhard Slovsa war in den späten 80er und den 90er-Jahren Prior des Klosters. Pater Eugen Mattersberger verstarb als letzter Prior 2014. Das alte Prioratsgebäude an der Romstraße 136 wurde 1980 unter Denkmalschutz gestellt und wird derzeit Teil eines neuen Schulkomplexes der Gemeinde Meran. Das neue Widum entsteht im ehemaligen Wirtschaftsgebäude.

### Handbuchliteratur
- Gereon Christoph Maria Becking: Zisterzienserklöster in Europa, Kartensammlung. Lukas Verlag, Berlin 2000, ISBN 3-931836-44-4, S. 64 D.
- Sebastian Brunner (Hrsg.): Ein Cistercienserbuch. Woerl, Wien 1881/Salzwasser, Paderborn 2013, S. 422, 452.
- Bernard Peugniez: Guide Routier de l’Europe Cistercienne. Editions du Signe, Straßburg 2012, S. 668.
- Peter Pfister: Klosterführer aller Zisterzienserklöster im deutschsprachigen Raum. Kunstverlag Josef Fink, 2. Auflage Lindenberg 1998, S. 559.